# Збігнєв Паклеза
Збігнєв Паклеза (пол. Zbigniew Pakleza; нар. 5 грудня 1986 Глівіце) – польський шахіст, гросмейстер від 2014 року.

## Шахова кар'єра
2001 року здобув у Закопане бронзову, а 2002 року в Бартковій срібну медаль чемпіонату Польщі серед юніорів (обидві в категорії до 16 років). Неодноразово представляв країну на чемпіонатах світу та Європи серед юніорів, найбільшого успіху досягнувши у 2002 році, коли здобув у іспанському місті Пеніскола бронзову медаль чемпіонату Європи в групі до 16 років. Чергових успіхів досягнув у 2003 році, посівши в Будві 4-те місце на чемпіонаті Європи , а також у Халкідіках 7-ме місце на чемпіонаті світу (обидва турніри в категорії до 18 років). 2004 року виграв у складі клубу PTSz Плоцьк золоту медаль клубного чемпіонату Польщі серед юніорів, який відбувся в Кошаліні. У 2006 році поділив 2-ге місце (позаду Якуба Чакона) на турнірі за швейцарською системою у Кастельдафелсі. 2007 року поділив 1-ші місця на опенах у Сан-Себастьяні (разом із, зокрема, Кевіном Спраггеттом) і Сіджасі (разом з Віктором Москаленком і Володимиром Бурмакіним). 2008 року знову поділив 1-ше місце в Сіджесі (разом із, зокрема, Кареном Мовсісяном і Олексієм Барсовим, а на клубному чемпіонаті Польщі в Карпачі переміг на 5-й шахівниці і виконав гросмейстерську норму. 2014 рок уподілив 1-ше місце у Ретимно (разом з Яцеком Стопою і Альберто Давідом) , а також переміг у Братто, виконавши наступну гросмейстерську норму.
Найвищий рейтинг Ело в кар'єрі мав станом на 1 квітня 2015 року, досягнувши 2515 очок займав тоді 29-те місце серед польських шахістів.

## Зміни рейтингу
| На цьому місці має відображатися графік чи діаграма, однак з технічних причин його відображення наразі вимкнено. Будь ласка, не видаляйте код, який викликає це повідомлення. Розробники вже працюють для того, щоби відновити штатне функціонування цього графіка або діаграми. | |
| | На цьому місці має відображатися графік чи діаграма, однак з технічних причин його відображення наразі вимкнено. Будь ласка, не видаляйте код, який викликає це повідомлення. Розробники вже працюють для того, щоби відновити штатне функціонування цього графіка або діаграми. |